# Amadina
Amadina Swainson, 1827 è un genere di uccelli della famiglia degli Estrildidi.

## Tassonomia
Al genere vengono attualmente ascritte due specie:
- Amadina erythrocephala (Linnaeus, 1758) - amadina testarossa
- Amadina fasciata (Gmelin, 1789) - gola tagliata

Il genere pare essere piuttosto basale nell'ambito della sottofamiglia degli Estrildinae, nella quale forma un clade assieme agli astri quaglia del genere Ortygospiza e ai bengalini indiani del genere Amandava, piuttosto distante dagli altri appartenenti alla sottofamiglia.

## Distribuzione ehabitat
Questi uccelli occupano un areale molto vasto, che comprende un'ampia porzione dell'Africa subsahariana: essi sono abitatori della savana e delle aree cespugliose con presenza di alberi isolati, tuttavia colonizzano senza problemi anche aree secche e semidesertiche, dimostrandosi assieme al becco d'argento molto resistenti e ben adattati a questo tipo di ambiente, sebbene maggiormente dipendenti dalla presenza di fonti d'acqua dolce permanenti. In particolare il golatagliata si dimostra poco timoroso dell'uomo, e si spinge anche nelle terre coltivate ed in prossimità di città e villaggi.

## Descrizione

### Dimensioni
Misurano fra i 12 ed i 14 cm di lunghezza, dimensioni piuttosto contenute ma che rendono gli uccelli ascritti a questo genere fra i più grandi nell'ambito della famiglia degli estrildidi.

### Aspetto
Il golatagliata e l'amadina testa rossa hanno conformazione corporea molto simile: aspetto slanciato, testa tondeggiante ed un grosso becco conico leggermente incurvato verso il basso.

Anche la colorazione è molto simile nelle due specie, essendo principalmente di colore bruno-beige con le penne orlate di nero, a dare un caratteristico aspetto a mosaico al piumaggio. È inoltre presente dimorfismo sessuale, in quanto in ambo le specie nei maschi è presente un'area di colore rosso assente nelle femmine e che nell'amadina testa rossa comprende per l'appunto l'intera testa, mentre nel golatagliata consta di una mezzaluna che va da un orecchio all'altro, passando per la gola. Le femmine, invece, hanno testa bruna e sono piuttosto simili nelle due specie, tanto che l'ibridazione non è infrequente nelle aree in cui gli areali si sovrappongono.

## Biologia
Si tratta di uccelli diurni e gregari, molto mobili, che passano la maggior parte del tempo al suolo o in volo alla ricerca di cibo ed acqua, compiendo spesso spostamenti anche ingenti per trovarli.

### Alimentazione
Ambedue le specie ascritte al genere sono essenzialmente granivore, che spezzano facilmente i piccoli semi grazie al forte becco: specialmente durante il periodo riproduttivo, però, essi rivolgono le proprie attenzioni anche a piccoli insetti, mentre quando disponibili mangiano anche bacche, frutti e germogli.

### Riproduzione
Durante il periodo riproduttivo in questi uccelli, specialmente nelle popolazioni diffuse in aree dove la disponibilità di risorse è scarsa, si risveglia un forte istinto territoriale, che li porta ad inseguire e scacciare a colpi di becco qualsiasi sconosciuto si avvicini alle aree scelte per la nidificazione, che generalmente avviene in nidi già costruiti da altri uccelli ma che per il resto segue per tempistica e modalità quella della maggior parte degli altri estrildidi.